# 王轨 (道士)
王轨（579年—667年），字洪范，又字道模，琅玡临沂人（今山东省临沂市）茅山宗道士，对道经的收集整理作了许多工作。
弟子
- 戴慧恭
- 包方广
- 吴德伟
- 王元熠